# روکافورته دل جرکو
روکافورته دل جرکو (به ایتالیایی: Roccaforte del Greco) یک کومونه در ایتالیا است که در استان رجو کالابریا واقع شده‌است. روکافورته دل جرکو ۵۴٫۲ کیلومتر مربع مساحت و ۶۴۰ نفر جمعیت دارد و ۹۸۳ متر بالاتر از سطح دریا واقع شده‌است.